# NGC 4065
NGC 4065 este o liner situată în constelația Părul Berenicei. A fost descoperită în 27 aprilie 1785 de către William Herschel. Se află la o distanță de 90,36 de megaparseci de Pământ.